# Sisimiut Stadion
Sisimiut Stadion – wielofunkcyjny stadion w Sisimiut, na Grenlandii. Jest obecnie używany głównie dla meczów piłki nożnej. Swoje mecze rozgrywa na nim drużyna piłkarska Siumut Amerdlok Kunuk. Posiada żwirowe boisko.